# Дерьяйе-Велеш
Дерьяйе-Велеш (перс. ولشت‎ — [Валящт]) — пресноводное озеро, которое находится в остане Мазендеран на севере Ирана (на юге шахрестана Чалус, в бахше Келярдащт, район Марзан-Абад), приблизительно в 27 км к юго-западу от мазендеранского города Чалус и примерно в 80 км к северу от столицы страны Тегерана. Помимо Дерьяйе-Велеш в Иране имеется только 9 пресноводных озёр. Вокруг озера находятся небольшие деревни и поселки под названием: Сама, Сарка, Джаляджур, Валашт, Арзавдиму, которые располагаются выше над уровнем моря, чем оно. Ближайший к Дерьяйе-Велешу город — Келярдащт, а ближайшая деревня — Насар (на расстоянии 4 км; в ней живёт 200 домохозяйств). Озеро располагается в глубине котловины Велеш, поэтому его нельзя увидеть издалека. Озеро Дерьяйе-Велеш и все окрестные районы охраняются и внесены в Список защищённых объектов Организации по защите окружающей среды.

## География
Озеро — тектонического происхождения, и расположено на северных склонах горной цепи Эльбурс, которые опускаются в сторону Каспийского моря. У Дерьяйе-Велеша нет постоянных притоков, и водою он обеспечивается исключительно с помощью осадков, а также поверхностным стоком воды с соседних гор.
Площадь поверхности озера составляет 0,15 км², максимальная глубина — 28 м, а объём — порядка 3,0 млн куб. м. Но надо учесть, что данные величины подвергаются очень существенным колебаниям в зависимости от температуры воздуха и количества осадков. Озеро простирается на 800 м в длину в направлении с востока на запад, а самая большая поперечная ширина озера составляет 350 м. Высота озера Дерьяйе-Велеш над уровнем моря равна 915 м, а с севера, запада и юга его окружают горы высотою 1400—1700 м, в то время как на востоке котловина, где располагается Дерьяйе-Велеш, практически открыта, и поэтому вода из озера в дождливые месяцы вытекает по долине в сторону Руд-е-Чалуса.
Добраться до озера, кроме грунтовых пешеходных дорог, можно также с помощью следующих двух дорог:
- асфальтированная дорога «Марзан-Абад» хорошего качества, расположенная в 15 км справа от озера. Далее от неё к озеру можно попасть, двигаясь в юго-восточном направлении по труднопроходимой грунтовой дороге, которая проходит через деревню Кольнаваз.
- двигаясь по шоссе, ведущему в Марзан-Абад (в северном направлении в сторону города Чалус). Отъехав четыре километра от Марзан-Абада, надо повернуть налево и двигаться по крутой дороге, затем — ехать 12 км по асфальтированной дороге «Баты» на юг, эта дорога и ведет к озеру[3].

## Гидрология
Геологи предполагают, что мергеляво-известняковая плотина естественного происхождения, располагающаяся над долиной, — последствие сильного землетрясения магнитудой порядка 7,7, которое произошло в 958 г. и вызвало оползни.
Из-за тектонических и вулканических активностей Эльбурса естественная плотина может разрушиться, в результате чего возникла бы непосредственная угроза для жизнедеятельности 10 000 человек, живущих в долинах, расположенных ниже озера, а также в одноименном населённом пункте Велеш, располагающимся на самой плотине. Последнее сильное землетрясение в этом регионе было зарегистрировано в 1999 г.

## Флора и фауна
В непосредственно прилегающей к Дерьяйе-Велешу местности преобладает средиземноморский климат, а относительная влажность воздуха — более низка, чем в соседних областях, расположенных на меньшей высоте над уровнем моря, от которых озеро отделено горою. В то время как в данной влажной зоне, отдаленной всего на 1000 м, преобладают субтропические и смешанные леса, на Дерьяйе-Велеше, в отличие от неё, не влияет климат Каспийского моря, и поэтому его скалы практически лишены растительности, и его флора состоит из низких кустарников и маковых растений. Что касается фауны, то в озере водятся лосось и голавль, а также многочисленные виды перелетных птиц. Экономическая активность около озера Дерьяйе-Велеш в основном включает в себя экологический туризм, рыболовство и разведение рыбы. С 1973 г. в озере разводят радужную форель.

## Туристический потенциал озера
Озеро Дерьяйе-Велеш, обладающее красивым зелёным пейзажем и уникальной природой, входит в число наиболее ценных и интересных объектов природного наследия Ирана. Поэтому для отдыха на озеро каждый год приезжает множество туристов со всех концов страны.